# Raggacore
Raggacore (jinak znám jako Yardcore nebo Speedhall (rychlý Dancehall)) je hudební styl připomínající mnohem těžší verzi raggajunglu. Nejranější raggacore příklady můžeme nalézt ve tvorbě Remarca!, který se někdy nazývá "a king of amen" pro jeho velmi zmatené hardcorové amen jungle rytmy, a to již od roku 1994.

## Interpreti
- Amboss
- Atarix
- Bong-Ra
- Cardopusher
- Enduser
- FFF
- Istari Lasterfahrer
- LFO Demon
- Paulie Walnuts
- Shitmat
- Snares Man!
- Twinhooker
- Zombieflesheater

## Labely
- Acidsamovar Records
- Clash Records
- Death$ucker Records
- History Of The Future
- Mindbender Records
- Peace Off
- Sozialistischer Plattenbau
- Sprengstoff Recordings